# Kanton Sciez
 Sciez  is een kanton van het Franse departement Haute-Savoie. Het kanton maakt deel uit van het arrondissement Thonon-les-Bains.
In 2018 telde het 48.955 inwoners.

Het kanton werd gevormd ingevolge het decreet van 13 februari 2014 met uitwerking op 22 maart 2015.

## Gemeenten
Het kanton omvat volgende 25 gemeenten, namelijk de volledige, opgeheven kantons Boëge (8) en Douvaine (14) en 3 gemeenten uit het kanton Thonon-les-Bains-Ouest:
- Anthy-sur-Léman
- Ballaison
- Boëge
- Bogève
- Bons-en-Chablais
- Brenthonne
- Burdignin
- Chens-sur-Léman
- Douvaine
- Excenevex
- Fessy
- Habère-Lullin
- Habère-Poche
- Loisin
- Lully
- Margencel
- Massongy
- Messery
- Nernier
- Saint-André-de-Boëge
- Saxel
- Sciez
- Veigy-Foncenex
- Villard
- Yvoire